# Schonmaß

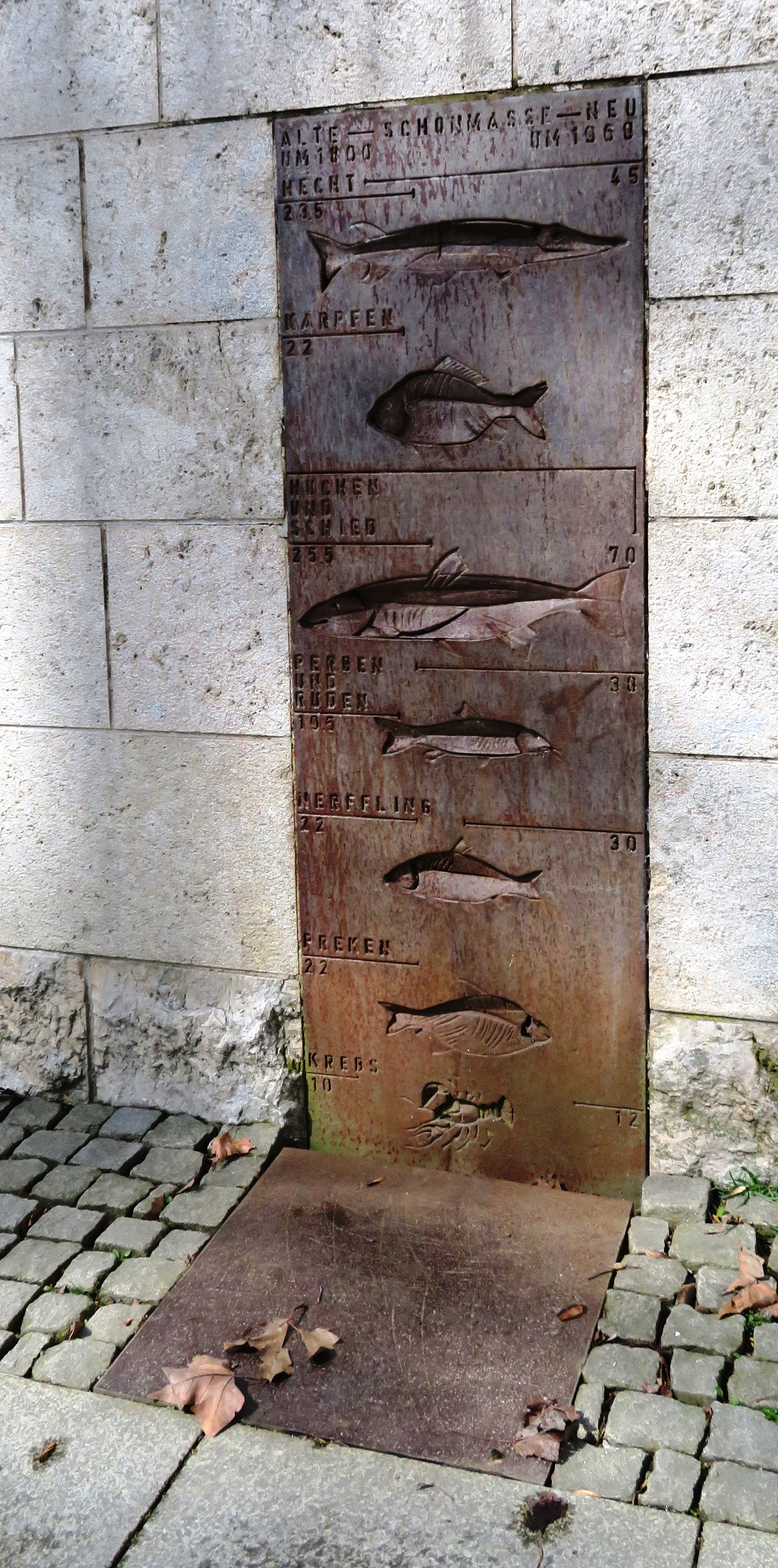
Übersicht über Schonmaße in Ingolstadt

Das Schonmaß, auch Mindestmaß, in Österreich Brittelmaß, bezeichnet die gesetzlich vorgeschriebene Länge, die ein Fisch (oder auch Krebstiere) mindestens aufweisen muss (müssen), damit er vom Fischer dem Gewässer entnommen werden darf. Die gesetzlichen Schonmaße sind in der Regel in den Fischereiordnungen bzw. in Anlagen zu diesen Ordnunge festgelegt. Fischereirechteinhaber können für ihre Gewässer aus Gründen des Bestandsmanagements (Hege) diese Schonmaße verschärfen. Diese gewässerspezifischen Schonmaße sind meist im Gewässerschein aufgeführt.
Durch Schonmaße soll sichergestellt werden, dass ein Fisch die Möglichkeit hat, sich mindestens einmal in seinem Leben fortzupflanzen, um so den Bestand zu erhalten. Die Werte sind von Fischart zu Fischart unterschiedlich – sie richten sich nach dem Wachstum der einzelnen Arten bis zur Geschlechtsreife und dem mengenmäßigen Bestand der Fischart. Da Fischereirecht Ländersache ist, variieren die Vorschriften ebenfalls. Nachzulesen sind die aktuellen Maße auf den jeweiligen Landesrechts-Webseiten.
Die Länge eines Fisches wird ermittelt, indem ihn der Angler von der Maulspitze bis zum äußersten Ende der Schwanzflosse misst. Ausnahme Bayern: Hier wird die Größe von Maulspitze bis zur zusammengelegten Schwanzflosse/-fächer gemessen. Weist ein gefangener Fisch das vorgeschriebene Schonmaß nicht auf, sollte ihn der Angler schonend im Sinne seiner Fischerprüfung behutsam in das jeweilige Gewässer zurücksetzen.

## Entnahmefenster
Mit Datum vom 12. März 2019 hat das Land Hamburg als erstes Bundesland ein Entnahmefenster (ugs. Küchenfenster) in seinem Landesfischereigesetz eingeführt. Das bedeutet, dass neben einem Mindestmaß auch ein Höchstmaß für einige Fischarten festgelegt wurde. Überschreitet der Fisch dieses Maß darf er ebenfalls nicht mitgenommen werden.